# Jacques-Marie Antoine Célestin Dupont
Pour les articles homonymes, voir Dupont.
Jacques-Marie Antoine Célestin Dupont ou du Pont, né le 2 février 1792 à Iglesias en Sardaigne et mort le 26 mai 1859 à Bourges, fut un prélat naturalisé français, successivement évêque auxiliaire de Sens (1824-1830), évêque de Saint-Dié (1830-1835), archevêque d'Avignon (1835-1842) puis de Bourges (1842-1859) et cardinal (1847) de l'Église catholique romaine.

## Biographie

### Jeunesse
Fils unique de Benoît Dupont, commissaire de la Marine, et de Thérèse Siga, la formation de Jacques-Marie Dupont débute chez les Prêtres de la doctrine chrétienne en Italie puis se poursuit aux séminaires de Nice et de Lyon. Il se fait ensuite recevoir docteur en théologie à l'université de Turin (droit civil et droit canon). Il reçoit le sous-diaconat et le diaconat à Lyon en 1813.

### Prêtre
Jacques-Marie Dupont est ordonné prêtre en septembre 1815 et devient secrétaire personnel de Jean-Baptiste Colonna d'Istria, évêque de Nice. Il rejoint ensuite l'archevêché de Sens et devient en 1821 chanoine du chapitre cathédral, puis en 1822 archidiacre et vicaire général du cardinal de La Fare, pair de France et ministre. Il est également chanoine honoraire du chapitre royal de Saint-Denis et prédicateur du roi.

### Évêque et cardinal
Nommé évêque titulaire de Samosate (de) par le pape Léon XII le 2 décembre 1823, Dupont devient évêque auxiliaire de Sens. Il est sacré évêque en la chapelle de l'orphelinat de l'Enfant-Jésus à Paris le 29 juin 1824 par La Fare. Il doit alors prendre la nationalité française à cette occasion.
Peu après la mort du cardinal de La Fare (11 décembre 1829), il est nommé évêque de Saint-Dié le 20 mai 1830, confirmé le 5 juillet. Dans le diocèse vosgien, il entreprend une réforme profonde de la discipline ecclésiastique, modifie les usages diocésains et donne de nouveaux statuts au chapitre cathédral. Les oppositions de son clergé sont telles qu'il obtient d'être transféré dans le diocèse d'Avignon le 24 juillet 1835.
Il entreprend dans son nouveau diocèse des réformes qui sont également mal reçues par son clergé.
Il obtient sa nomination le 30 décembre 1841 à l'archevêché de Bourges, confirmée le 24 janvier 1842 par le Saint-Siège. Il est installé le 15 mars suivant. Là encore, il connaît de nombreuses difficultés tant avec son clergé qu'avec la population.
En revanche, les relations qu'il entretient avec la monarchie de Juillet lui permettent d'obtenir le chapeau de cardinal lors du consistoire du 11 juin 1847. Il est ainsi créé cardinal par Pie IX au titre de Santa Maria del Popolo.
Il entreprend et mène à bien la création d'un nouveau petit séminaire à Bourges, le petit séminaire Saint Célestin, inauguré en 1856.
Il  meurt le 26 mai 1859 et est inhumé dans la cathédrale de Bourges.

### Titres et distinctions
- Sénateur (1852)[2]
- Commandeur de la Légion d'Honneur
- Chevalier de Malte
- Grand-croix de Charles III
- Commandeur des SS. Maurice et Lazare

## Œuvres
- Ordonnance de Monseigneur l’Évêque de Saint-Diez, concernant la discipline ecclésiastique, Saint-Diez, chez Trotot, imprimeur de Monseigneur l’Évêque, 1833.